# Xã Cambridge, Quận Guernsey, Ohio
Xã Cambridge (tiếng Anh: Cambridge Township) là một xã thuộc quận Guernsey, tiểu bang Ohio, Hoa Kỳ. Năm 2010, dân số của xã này là 14.570 người.